# Llista de topònims de Canet de Mar
Llista de topònims (noms propis de lloc) del municipi de Canet de Mar, al Maresme
Informació actualitzada per un bot. Els canvis manuals es perdran quan s'actualitzi!

## carrer
| imatge | Nom                | Ubicat a     | instància de | Detalls                                  | coordenades                                        | Protecció                                  | Commons (més fotos)               | Dades a WD                    |
| ------ | ------------------ | ------------ | ------------ | ---------------------------------------- | -------------------------------------------------- | ------------------------------------------ | --------------------------------- | ----------------------------- |
|        | Carrer Oliver      | Canet de Mar | carrer       | Estil: arquitectura popular              | 41° 35′ 19″ N, 2° 35′ 05″ E / 41.58874°N,2.58477°E | bé integrant del patrimoni cultural català | Carrer Oliver (Canet de Mar)      | Modifica les dades a Wikidata |
|        | Carrer Romaní      | Canet de Mar | carrer       | Estil: arquitectura popular              | 41° 35′ 20″ N, 2° 35′ 03″ E / 41.58875°N,2.58421°E | bé integrant del patrimoni cultural català | Carrer Romaní (Canet de Mar)      | Modifica les dades a Wikidata |
|        | carrer de la Palma | Canet de Mar | carrer       | Estil: arquitectura popular 16th century | 41° 35′ 22″ N, 2° 35′ 01″ E / 41.58934°N,2.58364°E | bé integrant del patrimoni cultural català | Carrer de la Palma (Canet de Mar) | Modifica les dades a Wikidata |

## casa
| imatge | Nom                                          | Ubicat a     | instància de | Detalls                                                                                    | coordenades                                                                                                  | Protecció                                  | Commons (més fotos)                                         | Dades a WD                    |
| ------ | -------------------------------------------- | ------------ | ------------ | ------------------------------------------------------------------------------------------ | --- | ------------------------------------------ | ----------------------------------------------------------- | ----------------------------- |
|        | Ca l'Albertí                                 | Canet de Mar | casa         |                                                                                            | | bé cultural d'interès local                |                                                             | Modifica les dades a Wikidata |
|        | Ca la Corona                                 | Canet de Mar | casa         | Estil: arquitectura modernista arquitectura eclèctica                                      | 41° 35′ 29″ N, 2° 34′ 59″ E / 41.591388888889°N,2.5830555555556°E ca:Riera dels Lledoners, 80                | bé cultural d'interès local                | Ca la Corona (Canet de Mar)                                 | Modifica les dades a Wikidata |
|        | Ca la Pintoreta                              | Canet de Mar | casa         | Estil: arquitectura popular Estat: enderrocat o destruït                                   | 41° 35′ 19″ N, 2° 34′ 46″ E / 41.5886°N,2.57955°E                                                            | bé integrant del patrimoni cultural català |                                                             | Modifica les dades a Wikidata |
|        | Cal Ferrer de Tall                           | Canet de Mar | casa         | Estil: arquitectura eclèctica                                                              | 41° 35′ 23″ N, 2° 34′ 53″ E / 41.5898°N,2.58143°E                                                            | bé integrant del patrimoni cultural català | Cal Ferrer de Tall (Canet de Mar)                           | Modifica les dades a Wikidata |
|        | Cal Negra                                    | Canet de Mar | casa         | Estil: arquitectura eclèctica 19th century                                                 | 41° 35′ 14″ N, 2° 34′ 56″ E / 41.587319444444°N,2.58225°E ca:Riera de Sant Domènec, 15 - c. Balmes, 1 5 msnm | bé cultural d'interès local                | Cal Negra (Canet de Mar)                                    | Modifica les dades a Wikidata |
|        | Can Busquets (Canet de Mar)                  | Canet de Mar | casa         | Estil: arquitectura eclèctica                                                              | 41° 35′ 17″ N, 2° 34′ 57″ E / 41.587938888889°N,2.5826°E 8 msnm                                              | bé cultural d'interès local                | Casa al carrer de la Santíssima Trinitat, 2-4               | Modifica les dades a Wikidata |
|        | Can Carbonell                                | Canet de Mar | casa         | Estil: arquitectura modernista                                                             | 41° 35′ 41″ N, 2° 34′ 55″ E / 41.594722°N,2.581944°E ca:Passeig de la Misericòrdia 14                        | bé cultural d'interès local                | Can Carbonell (Canet de Mar)                                | Modifica les dades a Wikidata |
|        | Can Feliu                                    | Canet de Mar | casa         | Estil: arquitectura popular                                                                | 41° 35′ 17″ N, 2° 35′ 05″ E / 41.588155°N,2.584799°E ca:Vall, 35                                             | bé cultural d'interès local                | Can Feliu (Canet de Mar)                                    | Modifica les dades a Wikidata |
|        | Can Floris                                   | Canet de Mar | casa         | Estil: arquitectura modernista noucentisme                                                 | 41° 35′ 17″ N, 2° 34′ 56″ E / 41.588056°N,2.582222°E ca:Carrer Ample, 14                                     | bé cultural d'interès local                | Can Floris (Canet de Mar)                                   | Modifica les dades a Wikidata |
|        | Can Goday                                    | Canet de Mar | casa         | Estil: historicisme arquitectònic                                                          | 41° 35′ 53″ N, 2° 34′ 47″ E / 41.59814°N,2.57959°E                                                           | bé cultural d'interès local                | Can Goday (Canet de Mar)                                    | Modifica les dades a Wikidata |
|        | Can Manau                                    | Canet de Mar | casa         | Estil: arquitectura popular                                                                | 41° 35′ 20″ N, 2° 35′ 05″ E / 41.58888°N,2.58465°E                                                           | bé cultural d'interès local                | Can Manau (Canet de Mar)                                    | Modifica les dades a Wikidata |
|        | Can Mir                                      | Canet de Mar | casa         | Estil: gòtic tardà arquitectura popular 16th century                                       | 41° 35′ 18″ N, 2° 34′ 55″ E / 41.58839°N,2.58195°E ca:C. Ample, 9 9 msnm                                     | bé cultural d'interès local                | Can Mir (Canet de Mar)                                      | Modifica les dades a Wikidata |
|        | Can Negre                                    | Canet de Mar | casa         |                                                                                            | | bé cultural d'interès local                |                                                             | Modifica les dades a Wikidata |
|        | Can Pinyol                                   | Canet de Mar | casa         | Arquitecte: Lluís Planas i Calvet Estil: noucentisme 1919                                  | 41° 35′ 17″ N, 2° 35′ 07″ E / 41.58809°N,2.58528°E ca:Vall, 45 5 msnm                                        | bé cultural d'interès local                | Can Miquel Ibern                                            | Modifica les dades a Wikidata |
|        | Can Puxan                                    | Canet de Mar | casa         | Arquitecte: Francesc Fargas i Margenat Estil: arquitectura modernista 1913                 | 41° 35′ 19″ N, 2° 34′ 57″ E / 41.588611°N,2.5825°E ca:Carrer Ample, 27                                       | bé cultural d'interès local                | Can Puxan (Canet de Mar)                                    | Modifica les dades a Wikidata |
|        | Can Quevedo                                  | Canet de Mar | casa         | Estil: arquitectura eclèctica                                                              | 41° 35′ 20″ N, 2° 34′ 53″ E / 41.58882°N,2.58131°E                                                           | bé integrant del patrimoni cultural català | Can Quevedo (Canet de Mar)                                  | Modifica les dades a Wikidata |
|        | Can Vendrell                                 | Canet de Mar | casa         | Estil: arquitectura popular Estat: enderrocat o destruït                                   | | bé integrant del patrimoni cultural català |                                                             | Modifica les dades a Wikidata |
|        | Casa Alsina Roig                             | Canet de Mar | casa         | Estil: arquitectura modernista                                                             | 41° 35′ 27″ N, 2° 34′ 53″ E / 41.590833333333°N,2.5813888888889°E ca:Riera Buscarons, 50 / Abell, 2          | bé cultural d'interès local                | Can Roig (Canet de Mar)                                     | Modifica les dades a Wikidata |
|        | Casa Carbonell Paloma                        | Canet de Mar | casa         | Estil: arquitectura modernista 1907                                                        | 41° 35′ 18″ N, 2° 34′ 59″ E / 41.588345°N,2.583117°E ca:Carrer Ample, 36                                     |                                            |                                                             | Modifica les dades a Wikidata |
|        | Casa Carme Faig Ferrer                       | Canet de Mar | casa         | Estil: arquitectura eclèctica                                                              | 41° 35′ 18″ N, 2° 34′ 47″ E / 41.58841°N,2.57976°E                                                           | bé cultural d'interès local                | Casa Carme Faig Ferrer                                      | Modifica les dades a Wikidata |
|        | Casa Domènech i Montaner                     | Canet de Mar | casa         | Arquitecte: Lluís Domènech i Montaner Pere Domènech i Roura Estil: arquitectura modernista | 41° 35′ 18″ N, 2° 34′ 53″ E / 41.588333°N,2.581389°E ca:Riera Buscarons, 3 / Riera Gavarra, 2                | bé cultural d'interès local                | Casa Domènech i Montaner (Canet de Mar)                     | Modifica les dades a Wikidata |
|        | Casa Floris                                  | Canet de Mar | casa         | Arquitecte: Pere Domènech i Roura Estil: arquitectura modernista 1918                      | 41° 35′ 18″ N, 2° 34′ 56″ E / 41.58847°N,2.582227°E ca:Carrer Ample, 14                                      |                                            |                                                             | Modifica les dades a Wikidata |
|        | Casa Renau                                   | Canet de Mar | casa         | Estil: noucentisme                                                                         | 41° 35′ 26″ N, 2° 34′ 52″ E / 41.59053°N,2.58121°E                                                           | bé integrant del patrimoni cultural català | Casa Renau (Canet de Mar)                                   | Modifica les dades a Wikidata |
|        | Casa Roura                                   | Canet de Mar | casa         | Arquitecte: Lluís Domènech i Montaner Estil: modernisme català                             | 41° 35′ 16″ N, 2° 34′ 55″ E / 41.58783°N,2.58189°E ca:Riera de Sant Domènec, 1                               | bé cultural d'interès local                | Casa Roura                                                  | Modifica les dades a Wikidata |
|        | Casa a la riera de Buscarons                 | Canet de Mar | casa         | Estil: arquitectura popular Estat: enderrocat o destruït                                   | 41° 35′ 22″ N, 2° 34′ 54″ E / 41.58937°N,2.58153°E                                                           | bé integrant del patrimoni cultural català |                                                             | Modifica les dades a Wikidata |
|        | Casa a la riera de Buscarons, 46             | Canet de Mar | casa         | Estil: arquitectura popular                                                                | 41° 35′ 25″ N, 2° 34′ 53″ E / 41.59018°N,2.58142°E                                                           | bé cultural d'interès local                | Casa a la riera de Buscarons, 46                            | Modifica les dades a Wikidata |
|        | Casa a la riera de la Torre, 12              | Canet de Mar | casa         | Estil: arquitectura popular                                                                | 41° 35′ 16″ N, 2° 35′ 01″ E / 41.58784°N,2.58349°E                                                           | bé cultural d'interès local                | Cases a la riera de la Torre, 12-14                         | Modifica les dades a Wikidata |
|        | Casa a la riera de la Torre, 14              | Canet de Mar | casa         |                                                                                            | 41° 35′ 16″ N, 2° 35′ 01″ E / 41.587892°N,2.583583°E                                                         | bé cultural d'interès local                | Cases a la riera de la Torre, 12-14                         | Modifica les dades a Wikidata |
|        | Casa a la riera dels Lledoners, 94           | Canet de Mar | casa         | Estil: arquitectura eclèctica arquitectura modernista                                      | 41° 35′ 24″ N, 2° 35′ 00″ E / 41.59°N,2.5833333333333°E ca:Riera dels Lledoners, 94                          | bé cultural d'interès local                | Casa a la riera dels Lledoners, 94                          | Modifica les dades a Wikidata |
|        | Cases a la riera dels Lledoners, 86-88       | Canet de Mar | casa         | Estil: arquitectura modernista                                                             | 41° 35′ 29″ N, 2° 34′ 59″ E / 41.591388888889°N,2.5830555555556°E ca:Riera dels Lledoners, 86-88             | bé cultural d'interès local                | Cases a la riera dels Lledoners, 86-88                      | Modifica les dades a Wikidata |
|        | Conjunt de cases al carrer Sant Joan, 7-9-11 | Canet de Mar | casa         |                                                                                            | 41° 35′ 26″ N, 2° 35′ 00″ E / 41.590438°N,2.583402°E ca:C. Sant Joan, 7-11 17 msnm                           | bé cultural d'interès local                | Conjunt de cases al carrer Sant Joan, 7-9-11 (Canet de Mar) | Modifica les dades a Wikidata |
|        | Habitatge                                    | Canet de Mar | casa         | Estil: arquitectura popular                                                                | 41° 35′ 32″ N, 2° 35′ 01″ E / 41.59212°N,2.58365°E                                                           | bé integrant del patrimoni cultural català |                                                             | Modifica les dades a Wikidata |
|        | Habitatge cantoner al carrer Xaró Baix, 15   | Canet de Mar | casa         |                                                                                            | 41° 35′ 17″ N, 2° 34′ 50″ E / 41.588142°N,2.5805°E ca:C. Xaró Baix, 15 8 msnm                                | bé cultural d'interès local                | Habitatge cantoner al carrer Xaró Baix, 15 (Canet de Mar)   | Modifica les dades a Wikidata |
|        | Porteria de Vil·la Flora                     | Canet de Mar | casa         | Estil: arquitectura popular                                                                | 41° 35′ 29″ N, 2° 34′ 21″ E / 41.59141°N,2.57251°E                                                           | bé integrant del patrimoni cultural català | Porteria de Villa Flora                                     | Modifica les dades a Wikidata |
|        | Villa Flora                                  | Canet de Mar | casa         | Arquitecte: Eduard Ferrés i Puig Estil: arquitectura modernista noucentisme 1910           | 41° 35′ 27″ N, 2° 34′ 21″ E / 41.590833°N,2.5725°E ca:Via Cannetum                                           | bé cultural d'interès local                | Villa Flora (Canet de Mar)                                  | Modifica les dades a Wikidata |
|        | Villa Paquita                                | Canet de Mar | casa         | Estil: arquitectura eclèctica                                                              | 41° 35′ 32″ N, 2° 35′ 00″ E / 41.59213°N,2.58341°E                                                           | bé cultural d'interès local                | Villa Paquita (Canet de Mar)                                | Modifica les dades a Wikidata |
|        | cal Basté                                    | Canet de Mar | casa         | Estil: arquitectura eclèctica 19th century                                                 | 41° 35′ 27″ N, 2° 34′ 52″ E / 41.59074°N,2.58118°E ca:Riera de Buscarons, 85 19 msnm                         | bé cultural d'interès local                | Cal Basté (Canet de Mar)                                    | Modifica les dades a Wikidata |
|        | can Font                                     | Canet de Mar | casa         | Estil: arquitectura neoclàssica                                                            | 41° 35′ 18″ N, 2° 34′ 56″ E / 41.588346°N,2.582327°E ca:C. Ample, 20 9 msnm                                  | bé cultural d'interès local                | Can Font (Canet de Mar)                                     | Modifica les dades a Wikidata |
|        | can Llaví                                    | Canet de Mar | casa         | Estil: arquitectura popular                                                                | 41° 35′ 19″ N, 2° 34′ 55″ E / 41.58871°N,2.58193°E ca:C. de la Font, 6 12 msnm                               | bé integrant del patrimoni cultural català | Can Llaví (Canet de Mar)                                    | Modifica les dades a Wikidata |
|        | can Lleuger                                  | Canet de Mar | casa         | Estil: noucentisme 20th century                                                            | 41° 35′ 38″ N, 2° 34′ 53″ E / 41.59398°N,2.58146°E ca:Pg. de la Misericòrdia, 11 38 msnm                     | bé cultural d'interès local                | Can Lleuger (Canet de Mar)                                  | Modifica les dades a Wikidata |
|        | can Maluquer                                 | Canet de Mar | casa         | Estil: arquitectura eclèctica 19th century                                                 | 41° 35′ 19″ N, 2° 35′ 00″ E / 41.58851°N,2.58324°E ca:C. Ample, 37 7 msnm                                    | bé cultural d'interès local                | Can Maluquer (Canet de Mar)                                 | Modifica les dades a Wikidata |
|        | can Medicineta                               | Canet de Mar | casa         | Estil: arquitectura popular 17th century                                                   | 41° 35′ 20″ N, 2° 35′ 00″ E / 41.58891°N,2.58327°E ca:Riera dels Lledoners, 13 10 msnm                       | bé cultural d'interès local                | Can Medicineta (Canet de Mar)                               | Modifica les dades a Wikidata |
|        | can Pauet                                    | Canet de Mar | casa         | Estil: arquitectura eclèctica 19th century                                                 | 41° 35′ 19″ N, 2° 35′ 11″ E / 41.58851°N,2.58645°E ca:C. Vall, 67 5 msnm                                     | bé cultural d'interès local                | Can Pauet (Canet de Mar)                                    | Modifica les dades a Wikidata |
|        | can Rocosa                                   | Canet de Mar | casa         | Estil: arquitectura popular 16th century                                                   | 41° 35′ 19″ N, 2° 34′ 52″ E / 41.588674°N,2.581026°E ca:Riera Gavarra, 4 10 msnm                             | bé cultural d'interès local                | Can Rocosa (Canet de Mar)                                   | Modifica les dades a Wikidata |
|        | can Sanromà                                  | Canet de Mar | casa         | Estil: arquitectura eclèctica 20th century                                                 | 41° 35′ 18″ N, 2° 34′ 56″ E / 41.58843°N,2.58227°E ca:C. Ample, 15 8 msnm                                    | bé integrant del patrimoni cultural català | Can Sanromà (Canet de Mar)                                  | Modifica les dades a Wikidata |
|        | can Serra                                    | Canet de Mar | casa         | Estil: historicisme arquitectònic 19th century                                             | 41° 35′ 15″ N, 2° 34′ 56″ E / 41.58745°N,2.58219°E ca:Riera de Sant Domènec, 11 7 msnm                       | bé cultural d'interès local                | Can Serra (Canet de Mar)                                    | Modifica les dades a Wikidata |
|        | casa Carbonell                               | Canet de Mar | casa         |                                                                                            | 41° 35′ 18″ N, 2° 34′ 59″ E / 41.588394°N,2.582993°E ca:C. Ample, 36 8 msnm                                  | bé cultural d'interès local                | Casa Carbonell (Canet de Mar)                               | Modifica les dades a Wikidata |
|        | casa Yglesias                                | Canet de Mar | casa         | Estil: arquitectura eclèctica                                                              | 41° 35′ 18″ N, 2° 35′ 02″ E / 41.588347°N,2.583805°E ca:C. Vall, 6 7 msnm                                    | bé cultural d'interès local                | Casa Yglesias                                               | Modifica les dades a Wikidata |
|        | casa a la riera de Buscarons, 11             | Canet de Mar | casa         | Estil: arquitectura neoclàssica 19th century                                               | 41° 35′ 19″ N, 2° 34′ 53″ E / 41.58861°N,2.5813°E ca:Riera de Buscarons, 11 10 msnm                          | bé integrant del patrimoni cultural català | Casa a la riera de Buscarons, 11                            | Modifica les dades a Wikidata |
|        | casa a la riera de Buscarons, 44             | Canet de Mar | casa         | Estil: arquitectura eclèctica 19th century                                                 | 41° 35′ 24″ N, 2° 34′ 53″ E / 41.5901°N,2.58142°E ca:Riera de Buscarons, 44 17 msnm                          | bé integrant del patrimoni cultural català | Casa a la riera de Buscarons, 44                            | Modifica les dades a Wikidata |
|        | casa a la riera de Buscarons, 69             | Canet de Mar | casa         | Estil: arquitectura eclèctica 20th century                                                 | 41° 35′ 25″ N, 2° 34′ 52″ E / 41.59023°N,2.58124°E ca:Riera de Buscarons, 69 18 msnm                         | bé cultural d'interès local                | Casa a la riera de Buscarons, 69                            | Modifica les dades a Wikidata |
|        | casa al carrer Abell, 21                     | Canet de Mar | casa         | Estil: arquitectura eclèctica 20th century                                                 | 41° 35′ 29″ N, 2° 34′ 58″ E / 41.59132°N,2.58277°E ca:C. Abell, 21 21 msnm                                   | bé cultural d'interès local                | Casa al carrer Abell, 21                                    | Modifica les dades a Wikidata |
|        | casa al carrer Abell, 41                     | Canet de Mar | casa         | Estil: arquitectura neoclàssica 19th century                                               | 41° 35′ 29″ N, 2° 34′ 58″ E / 41.59132°N,2.58277°E ca:C. Abell, 41                                           | bé cultural d'interès local                | Casa al carrer Abell, 41                                    | Modifica les dades a Wikidata |
|        | casa al carrer Bonaire, 7                    | Canet de Mar | casa         | Estil: arquitectura popular                                                                | 41° 35′ 16″ N, 2° 35′ 02″ E / 41.58788°N,2.584°E                                                             | bé cultural d'interès local                | Casa al carrer Bonaire, 7                                   | Modifica les dades a Wikidata |
|        | casa al carrer Eusebi Golart, 16             | Canet de Mar | casa         | Estil: arquitectura eclèctica                                                              | 41° 35′ 23″ N, 2° 34′ 55″ E / 41.58973°N,2.58208°E                                                           | bé cultural d'interès local                | Casa al carrer Eusebi Golart, 16                            | Modifica les dades a Wikidata |
|        | casa al carrer Josep Móra, 10                | Canet de Mar | casa         | Estil: arquitectura modernista 20th century                                                | 41° 35′ 31″ N, 2° 34′ 54″ E / 41.591944444444°N,2.5816666666667°E ca:Carrer Josep Móra, 10 26 msnm           | bé cultural d'interès local                | Casa al carrer Josep Móra, 10                               | Modifica les dades a Wikidata |
|        | casa al carrer Romaní, 12                    | Canet de Mar | casa         | Estil: arquitectura popular 18th century                                                   | 41° 35′ 20″ N, 2° 35′ 02″ E / 41.58879°N,2.58396°E ca:C. Romaní, 12 13 msnm                                  | bé cultural d'interès local                | Casa al carrer Romaní, 12                                   | Modifica les dades a Wikidata |
|        | casa al carrer Romaní, 13                    | Canet de Mar | casa         |                                                                                            | 41° 35′ 20″ N, 2° 35′ 02″ E / 41.588919°N,2.583898°E                                                         | bé cultural d'interès local                | Cases al carrer Romaní, 9-13                                | Modifica les dades a Wikidata |
|        | casa al carrer Sant Jaume, 15                | Canet de Mar | casa         | Estil: arquitectura popular                                                                | 41° 35′ 23″ N, 2° 34′ 59″ E / 41.58982°N,2.58297°E                                                           | bé cultural d'interès local                | Casa al carrer Sant Jaume, 15 (Canet de Mar)                | Modifica les dades a Wikidata |
|        | casa al carrer Saüc, 13                      | Canet de Mar | casa         | Estil: arquitectura popular                                                                | 41° 35′ 20″ N, 2° 34′ 52″ E / 41.58893°N,2.5811°E                                                            | bé cultural d'interès local                | Casa al carrer Saüc, 13                                     | Modifica les dades a Wikidata |
|        | casa al carrer Vall, 25                      | Canet de Mar | casa         | Estil: arquitectura popular 17th century                                                   | 41° 35′ 18″ N, 2° 35′ 04″ E / 41.58828°N,2.58439°E ca:C. Vall, 25 6 msnm                                     | bé cultural d'interès local                | Casa al carrer Vall, 25 (Canet de Mar)                      | Modifica les dades a Wikidata |
|        | casa al carrer Vall, 3                       | Canet de Mar | casa         | Estil: arquitectura popular 20th century                                                   | 41° 35′ 18″ N, 2° 35′ 01″ E / 41.58846°N,2.58363°E ca:C. de Vall, 3 7 msnm                                   | bé integrant del patrimoni cultural català | Casa al carrer Vall, 3 (Canet de Mar)                       | Modifica les dades a Wikidata |
|        | casa al carrer Vall, 5                       | Canet de Mar | casa         | Estil: arquitectura neoclàssica 19th century                                               | 41° 35′ 18″ N, 2° 35′ 01″ E / 41.58845°N,2.58368°E ca:C. Vall, 5 7 msnm                                      | bé cultural d'interès local                | Casa al carrer Vall, 5 (Canet de Mar)                       | Modifica les dades a Wikidata |
|        | casa al carrer de la Font, 10                | Canet de Mar | casa         | Estil: arquitectura popular 19th century                                                   | 41° 35′ 20″ N, 2° 34′ 56″ E / 41.5888°N,2.58217°E ca:C. de la Font, 10 12 msnm                               | bé cultural d'interès local                | Casa al carrer de la Font, 10 (Canet de Mar)                | Modifica les dades a Wikidata |
|        | casa al carrer de la Font, 7                 | Canet de Mar | casa         | Estil: arquitectura popular                                                                | 41° 35′ 20″ N, 2° 34′ 54″ E / 41.58891°N,2.5818°E                                                            | bé cultural d'interès local                | Cases al carrer de la Font, 7-9 (Canet de Mar)              | Modifica les dades a Wikidata |
|        | casa al carrer de la Font, 9                 | Canet de Mar | casa         |                                                                                            | 41° 35′ 20″ N, 2° 34′ 55″ E / 41.588923°N,2.581848°E                                                         | bé integrant del patrimoni cultural català | Cases al carrer de la Font, 7-9 (Canet de Mar)              | Modifica les dades a Wikidata |
|        | casa al passeig de la Misericòrdia, 17       | Canet de Mar | casa         | Estil: racionalisme arquitectònic                                                          | 41° 35′ 40″ N, 2° 34′ 53″ E / 41.59454°N,2.58146°E                                                           | bé cultural d'interès local                | Bloc d'habitatges al passeig de la Misericòrdia 17          | Modifica les dades a Wikidata |
|        | casa al torrent dels Lledoners, 33           | Canet de Mar | casa         | Estil: arquitectura popular 16th century                                                   | 41° 35′ 22″ N, 2° 34′ 59″ E / 41.58956°N,2.583159°E ca:Riera dels Lledoners, 33 10 msnm                      | bé cultural d'interès local                | Casa a la riera dels Lledoners, 33                          | Modifica les dades a Wikidata |
|        | cases a la riera de la Torre, 16-20          | Canet de Mar | casa         | Estil: arquitectura neoclàssica 19th century                                               | 41° 35′ 16″ N, 2° 35′ 01″ E / 41.58772°N,2.58352°E ca:Riera de la Torre, 16-18-20 7 msnm                     | bé cultural d'interès local                | Cases a la riera de la Torre, 16-20                         | Modifica les dades a Wikidata |
|        | cases al carrer Ample, 3-7                   | Canet de Mar | casa         | Estil: arquitectura eclèctica 19th century                                                 | 41° 35′ 18″ N, 2° 34′ 54″ E / 41.58831°N,2.58163°E ca:C. Ample, 3-5-7 9 msnm                                 | bé integrant del patrimoni cultural català | Cases al carrer Ample, 3-7                                  | Modifica les dades a Wikidata |
|        | cases al carrer Romaní, 9-13                 | Canet de Mar | casa         | Estil: arquitectura popular                                                                | 41° 35′ 20″ N, 2° 35′ 02″ E / 41.58891°N,2.58383°E                                                           | bé cultural d'interès local                | Cases al carrer Romaní, 9-13                                | Modifica les dades a Wikidata |
|        | cases al carrer Sant Jaume                   | Canet de Mar | casa         | Estil: arquitectura popular                                                                | 41° 35′ 23″ N, 2° 34′ 59″ E / 41.58963°N,2.58302°E                                                           | bé integrant del patrimoni cultural català | Cases al carrer Sant Jaume (Canet de Mar)                   | Modifica les dades a Wikidata |
|        | cases al carrer de l'Alba, 7-9               | Canet de Mar | casa         | Estil: arquitectura popular                                                                | 41° 35′ 25″ N, 2° 34′ 51″ E / 41.59016°N,2.58089°E ca:Carrer Alba, 7-9                                       | bé cultural d'interès local                | Cases al carrer de l'Alba (Canet de Mar)                    | Modifica les dades a Wikidata |
|        | habitatge a la riera Buscarons, 71-73        | Canet de Mar | casa         | 20th century                                                                               | 41° 35′ 25″ N, 2° 34′ 53″ E / 41.590366°N,2.581255°E ca:Riera Buscarons, 71-73 18 msnm                       | bé cultural d'interès local                | Habitatge a la riera Buscarons, 71-73                       | Modifica les dades a Wikidata |
|        | habitatge a la riera Buscarons, 95           | Canet de Mar | casa         |                                                                                            | 41° 35′ 28″ N, 2° 34′ 52″ E / 41.591082°N,2.581151°E                                                         | bé cultural d'interès local                | Habitatge a la riera Buscarons, 95                          | Modifica les dades a Wikidata |
|        | habitatge a la riera de Sant Domènec, 20     | Canet de Mar | casa         |                                                                                            | 41° 35′ 16″ N, 2° 34′ 54″ E / 41.587874°N,2.581555°E 8 msnm                                                  | bé cultural d'interès local                | Habitatge a la riera de Sant Domènec, 20 (Canet de Mar)     | Modifica les dades a Wikidata |
|        | habitatge a la riera de Sant Domènec, 24     | Canet de Mar | casa         |                                                                                            | 41° 35′ 16″ N, 2° 34′ 54″ E / 41.587683°N,2.581718°E ca:Riera de Sant Domènec, 24 8 msnm                     | bé cultural d'interès local                | Habitatge a la riera de Sant Domènec, 24 (Canet de Mar)     | Modifica les dades a Wikidata |
|        | habitatge a la riera de Sant Domènec, 3      | Canet de Mar | casa         |                                                                                            | 41° 35′ 16″ N, 2° 34′ 55″ E / 41.587666°N,2.581913°E ca:Riera de Sant Domènec, 3 8 msnm                      | bé cultural d'interès local                | Habitatge a la riera de Sant Domènec, 3                     | Modifica les dades a Wikidata |
|        | habitatge a la riera de Sant Domènec, 4      | Canet de Mar | casa         | 20th century                                                                               | 41° 35′ 18″ N, 2° 34′ 53″ E / 41.588238°N,2.581261°E ca:Riera de Sant Domènec, 4 9 msnm                      | bé cultural d'interès local                | Habitatge a la riera de Sant Domènec, 4                     | Modifica les dades a Wikidata |
|        | habitatge a la riera de Sant Domènec, 6      | Canet de Mar | casa         | 20th century                                                                               | 41° 35′ 17″ N, 2° 34′ 53″ E / 41.588186°N,2.581298°E ca:Riera de Sant Domènec, 6 9 msnm                      | bé cultural d'interès local                | Habitatge a la riera de Sant Domènec, 6                     | Modifica les dades a Wikidata |
|        | habitatge al carrer Ample, 22                | Canet de Mar | casa         |                                                                                            | 41° 35′ 18″ N, 2° 34′ 57″ E / 41.588369°N,2.582495°E ca:C. Ample, 22 8 msnm                                  | bé cultural d'interès local                | Habitatge al carrer Ample, 22                               | Modifica les dades a Wikidata |
|        | habitatge al carrer Ample, 38                | Canet de Mar | casa         |                                                                                            | 41° 35′ 18″ N, 2° 34′ 59″ E / 41.588396°N,2.583063°E ca:C. Ample, 38 7 msnm                                  | bé cultural d'interès local                | Habitatge al carrer Ample, 38 (Canet de Mar)                | Modifica les dades a Wikidata |
|        | habitatge al carrer Eusebi Golart, 14        | Canet de Mar | casa         |                                                                                            | 41° 35′ 23″ N, 2° 34′ 55″ E / 41.589828°N,2.581909°E ca:C. Eusebi Golart, 14 17 msnm                         | bé cultural d'interès local                | Habitatge al carrer Eusebi Golart, 14 (Canet de Mar)        | Modifica les dades a Wikidata |
|        | habitatge al carrer Gram, 19                 | Canet de Mar | casa         |                                                                                            | 41° 35′ 26″ N, 2° 34′ 55″ E / 41.590603°N,2.582041°E ca:C. Gram, 19 19 msnm                                  | bé cultural d'interès local                | Habitatge al carrer Gram, 19 (Canet de Mar)                 | Modifica les dades a Wikidata |
|        | habitatge al carrer Josep Móra, 6            | Canet de Mar | casa         | Estil: arquitectura modernista 20th century                                                | 41° 35′ 32″ N, 2° 34′ 53″ E / 41.592122°N,2.581344°E ca:C. Josep Móra, 6 26 msnm                             | bé cultural d'interès local                | Casa al carrer Josep Móra, 6                                | Modifica les dades a Wikidata |
|        | habitatge al carrer de l'Església, 19        | Canet de Mar | casa         |                                                                                            | 41° 35′ 22″ N, 2° 34′ 56″ E / 41.589493°N,2.582185°E ca:C. Església, 19 15 msnm                              | bé cultural d'interès local                | Habitatge al carrer de l'Església, 19 (Canet de Mar)        | Modifica les dades a Wikidata |
|        | habitatge al carrer de l'Església, 26        | Canet de Mar | casa         |                                                                                            | 41° 35′ 22″ N, 2° 34′ 57″ E / 41.58951°N,2.582372°E ca:C. de l'Església, 26 15 msnm                          | bé cultural d'interès local                | Habitatge al carrer de l'Església, 26 (Canet de Mar)        | Modifica les dades a Wikidata |
|        | habitatge al carrer de la Font, 12           | Canet de Mar | casa         | 18th century                                                                               | 41° 35′ 20″ N, 2° 34′ 56″ E / 41.588947°N,2.58219°E ca:C. de la Font, 12 13 msnm                             | bé cultural d'interès local                | Habitatge al carrer de la Font, 12 (Canet de Mar)           | Modifica les dades a Wikidata |
|        | habitatge al carrer de la Misericòrdia, 3    | Canet de Mar | casa         |                                                                                            | 41° 35′ 40″ N, 2° 34′ 47″ E / 41.594481°N,2.579859°E ca:C. de la Misericòrdia, 3 40 msnm                     | bé cultural d'interès local                | Habitatge al carrer de la Misericòrdia, 3                   | Modifica les dades a Wikidata |
|        | habitatge al torrent dels Lledoners, 11      | Canet de Mar | casa         |                                                                                            | 41° 35′ 20″ N, 2° 35′ 00″ E / 41.588931°N,2.583352°E ca:Torrent dels Lledoners, 11 10 msnm                   | bé cultural d'interès local                | Habitatge al torrent dels Lledoners, 11 (Canet de Mar)      | Modifica les dades a Wikidata |
|        | habitatge al torrent dels Lledoners, 35-39   | Canet de Mar | casa         |                                                                                            | 41° 35′ 22″ N, 2° 35′ 00″ E / 41.589527°N,2.583234°E ca:Torrent dels Lledoners, 35-39 10 msnm                | bé cultural d'interès local                | Habitatge al torrent dels Lledoners, 35-39 (Canet de Mar)   | Modifica les dades a Wikidata |

## edifici
| imatge | Nom                                           | Ubicat a     | instància de | Detalls                                                                                | coordenades                                                                                          | Protecció                                  | Commons (més fotos)                                          | Dades a WD                    |
| ------ | --------------------------------------------- | ------------ | ------------ | -------------------------------------------------------------------------------------- | --- | ------------------------------------------ | ------------------------------------------------------------ | ----------------------------- |
|        | Ateneu Canetenc                               | Canet de Mar | edifici      | Arquitecte: Lluís Domènech i Montaner Estil: modernisme català arquitectura modernista | 41° 35′ 17″ N, 2° 34′ 54″ E / 41.5881°N,2.58167°E ca:Riera de Sant Domènec, 1                        | bé integrant del patrimoni cultural català | Ateneu de Canet de Mar                                       | Modifica les dades a Wikidata |
|        | Biblioteca Popular Pere Gual i Pujadas        | Canet de Mar | edifici      | Arquitecte: Lluís Planas i Calvet Estil: noucentisme 1919                              | 41° 35′ 39″ N, 2° 34′ 53″ E / 41.59419°N,2.58145°E ca:Pg. de la Misericòrdia, 13 40 msnm             | bé cultural d'interès local                | Biblioteca Pere Gual i Pujadas                               | Modifica les dades a Wikidata |
|        | Col·legi Yglesias                             | Canet de Mar | edifici      | Estil: arquitectura modernista 1911                                                    | 41° 35′ 24″ N, 2° 34′ 55″ E / 41.590019°N,2.581913°E ca:Carrer Eusebi Golart, 13 17 msnm             | bé cultural d'interès local                | Col·legi Yglesias                                            | Modifica les dades a Wikidata |
|        | Col·legi dels Pares Missioners del Sagrat Cor | Canet de Mar | edifici      | Estil: arquitectura popular                                                            | 41° 35′ 50″ N, 2° 34′ 50″ E / 41.59718°N,2.58069°E ca:Plaça del Santuari                             | bé integrant del patrimoni cultural català | Col·legi dels Pares Missioners del Sagrat Cor (Canet de Mar) | Modifica les dades a Wikidata |
|        | Cooperativa Agrícola La Canetense             | Canet de Mar | edifici      | Estil: noucentisme                                                                     | 41° 35′ 25″ N, 2° 34′ 56″ E / 41.59037°N,2.58233°E                                                   | bé cultural d'interès local                | Cooperativa Odeon (Canet de Mar)                             | Modifica les dades a Wikidata |
|        | Edifici industrial a la riera del Pinar, 14   | Canet de Mar | edifici      | 20th century                                                                           | 41° 35′ 33″ N, 2° 34′ 50″ E / 41.59258°N,2.580445°E ca:Riera del Pinar, 14 30 msnm                   | bé cultural d'interès local                | Edifici industrial a la riera del Pinar, 14 (Canet de Mar)   | Modifica les dades a Wikidata |
|        | Entrada de mina                               | Canet de Mar | edifici      |                                                                                        | 41° 35′ 50″ N, 2° 34′ 52″ E / 41.597345°N,2.581009°E                                                 | bé cultural d'interès local                | Entrada de mina (Canet de Mar)                               | Modifica les dades a Wikidata |
|        | Escola de Teixits de Punt de Canet            | Canet de Mar | edifici      | Estil: arquitectura eclèctica                                                          | 41° 35′ 22″ N, 2° 34′ 50″ E / 41.589511111111°N,2.58055°E ca:Plaça Indústria, 1 20 msnm              | bé cultural d'interès local                | Escola de Teixits i nau Floris i Busquets                    | Modifica les dades a Wikidata |
|        | Escoles Municipals                            | Canet de Mar | edifici      | Estil: arquitectura modernista                                                         | 41° 35′ 20″ N, 2° 34′ 55″ E / 41.588888888889°N,2.5819444444444°E ca:Carrer de la Font, 8            | bé cultural d'interès local                | Escoles Municipals (Canet de Mar)                            | Modifica les dades a Wikidata |
|        | Escorxador Municipal                          | Canet de Mar | edifici      | Estil: arquitectura modernista                                                         | 41° 35′ 21″ N, 2° 35′ 20″ E / 41.589166666667°N,2.5888888888889°E ca:Carrer Drassanes del Pla, 30-32 | bé cultural d'interès local                | Escorxador Municipal (Canet de Mar)                          | Modifica les dades a Wikidata |
|        | Fàbrica Carbonell Reverter                    | Canet de Mar | edifici      | Estil: arquitectura modernista                                                         | 41° 35′ 20″ N, 2° 34′ 59″ E / 41.588888888889°N,2.5830555555556°E ca:Riera dels Lledoners, 111       | bé integrant del patrimoni cultural català | Fàbrica Carbonell Reverter                                   | Modifica les dades a Wikidata |
|        | Mercat Municipal                              | Canet de Mar | edifici      | Estil: noucentisme                                                                     | 41° 35′ 29″ N, 2° 34′ 51″ E / 41.59133°N,2.58083°E                                                   | bé cultural d'interès local                | Mercat (Canet de Mar)                                        | Modifica les dades a Wikidata |
|        | Restaurant del Santuari de la Misericòrdia    | Canet de Mar | edifici      | Arquitecte: Josep Puig i Cadafalch Estil: modernisme català arquitectura modernista    | 41° 35′ 50″ N, 2° 34′ 55″ E / 41.597273°N,2.582024°E                                                 | bé cultural d'interès local                | Restaurant del Santuari de la Misericòrdia                   | Modifica les dades a Wikidata |
|        | Societat Cultural Recreativa                  | Canet de Mar | edifici      | Estil: arquitectura eclèctica                                                          | 41° 35′ 18″ N, 2° 34′ 58″ E / 41.588469444444°N,2.5828111111111°E 8 msnm                             | bé cultural d'interès local                | Societat Cultural Recreativa (Canet de Mar)                  | Modifica les dades a Wikidata |
|        | el Quarter Vell                               | Canet de Mar | edifici      | Estat: enderrocat o destruït                                                           | 41° 35′ 14″ N, 2° 34′ 59″ E / 41.58717°N,2.583°E                                                     | bé integrant del patrimoni cultural català |                                                              | Modifica les dades a Wikidata |

## església
| imatge | Nom                                           | Ubicat a     | instància de | Detalls                                                                                  | coordenades                                                                                      | Protecció                   | Commons (més fotos)                         | Dades a WD                    |
| ------ | --------------------------------------------- | ------------ | ------------ | ---------------------------------------------------------------------------------------- | ------------------------------------------------------------------------------------------------ | --------------------------- | ------------------------------------------- | ----------------------------- |
|        | Església Hospital                             | Canet de Mar | església     | Estil: arquitectura barroca 19th century                                                 | 41° 35′ 19″ N, 2° 35′ 12″ E / 41.58856°N,2.58654°E ca:C. Vall, 69 5 msnm                         | bé cultural d'interès local | Església Hospital (Canet de Mar)            | Modifica les dades a Wikidata |
|        | Sant Pere de Canet                            | Canet de Mar | església     | Estil: gòtic tardà                                                                       | 41° 35′ 23″ N, 2° 34′ 57″ E / 41.589788888889°N,2.5825305555556°E ca:Plaça de l'Església 16 msnm | bé cultural d'interès local | Sant Pere de Canet                          | Modifica les dades a Wikidata |
|        | Santuari de la Mare de Déu de la Misericòrdia | Canet de Mar | església     | Arquitecte: Francesc Daniel Molina i Casamajó Estil: neogòtic Llarg: 20.25m Ample: 10.7m | 41° 35′ 49″ N, 2° 34′ 53″ E / 41.597°N,2.58131°E                                                 | bé cultural d'interès local | Santuari de la Misericòrdia de Canet de Mar | Modifica les dades a Wikidata |

## masia
| imatge | Nom                       | Ubicat a     | instància de     | Detalls                     | coordenades                                                                              | Protecció                   | Commons (més fotos)        | Dades a WD                    |
| ------ | ------------------------- | ------------ | ---------------- | --------------------------- | ---------------------------------------------------------------------------------------- | --------------------------- | -------------------------- | ----------------------------- |
|        | Bellsolell                | Canet de Mar | masia            |                             | 41° 35′ 36″ N, 2° 34′ 29″ E / 41.5932759217738°N,2.57482927946384°E                      |                             |                            | Modifica les dades a Wikidata |
|        | Ca l'Alero                | Canet de Mar | masia            |                             | 41° 35′ 19″ N, 2° 34′ 12″ E / 41.5884845124911°N,2.57010963046206°E                      |                             |                            | Modifica les dades a Wikidata |
|        | Ca l'Espanyol             | Canet de Mar | masia            |                             | 41° 36′ 04″ N, 2° 34′ 44″ E / 41.601243859486°N,2.57877300157985°E                       |                             |                            | Modifica les dades a Wikidata |
|        | Cal Bisbe                 | Canet de Mar | masia            |                             | 41° 35′ 58″ N, 2° 35′ 02″ E / 41.5994344766093°N,2.58401664763685°E                      |                             |                            | Modifica les dades a Wikidata |
|        | Cal Curt                  | Canet de Mar | masia            |                             | 41° 35′ 50″ N, 2° 35′ 06″ E / 41.5972767272357°N,2.58512244205234°E                      |                             |                            | Modifica les dades a Wikidata |
|        | Cal Doctor Manresa        | Canet de Mar | masia            |                             | 41° 36′ 09″ N, 2° 34′ 59″ E / 41.6025209853232°N,2.58319280537304°E                      |                             | Cal Doctor Manresa         | Modifica les dades a Wikidata |
|        | Can Batlle                | Canet de Mar | masia            |                             | 41° 36′ 07″ N, 2° 34′ 40″ E / 41.602079°N,2.577725°E 95 msnm                             |                             |                            | Modifica les dades a Wikidata |
|        | Can Beia                  | Canet de Mar | masia            |                             | 41° 35′ 30″ N, 2° 35′ 28″ E / 41.5917402999711°N,2.59100106595364°E                      |                             |                            | Modifica les dades a Wikidata |
|        | Can Biel Misser           | Canet de Mar | masia            |                             | 41° 35′ 59″ N, 2° 34′ 05″ E / 41.5998352540467°N,2.56812634148612°E                      |                             |                            | Modifica les dades a Wikidata |
|        | Can Biscarri              | Canet de Mar | masia            |                             | 41° 35′ 11″ N, 2° 34′ 16″ E / 41.5862632181087°N,2.57104815629178°E                      |                             |                            | Modifica les dades a Wikidata |
|        | Can Catà                  | Canet de Mar | masia            |                             | 41° 36′ 08″ N, 2° 34′ 09″ E / 41.602189574042°N,2.5692755220271°E                        |                             |                            | Modifica les dades a Wikidata |
|        | Can Dangla                | Canet de Mar | masia            |                             | 41° 35′ 47″ N, 2° 34′ 12″ E / 41.5963200668568°N,2.56990165098566°E                      |                             |                            | Modifica les dades a Wikidata |
|        | Can Dotres                | Canet de Mar | masia            |                             | 41° 35′ 56″ N, 2° 34′ 44″ E / 41.5988037391998°N,2.57900486194451°E                      |                             |                            | Modifica les dades a Wikidata |
|        | Can Figuerola             | Canet de Mar | masia            |                             | 41° 36′ 06″ N, 2° 34′ 13″ E / 41.601691°N,2.570334°E 105 msnm                            |                             |                            | Modifica les dades a Wikidata |
|        | Can Genís Carbonell       | Canet de Mar | masia            |                             | 41° 35′ 25″ N, 2° 34′ 13″ E / 41.5902239513403°N,2.57038604309616°E                      |                             |                            | Modifica les dades a Wikidata |
|        | Can Giol                  | Canet de Mar | masia            |                             | 41° 36′ 05″ N, 2° 34′ 43″ E / 41.601282°N,2.578701°E ca:Rial de l'Aubó 95 msnm           | bé cultural d'interès local | Can Giol (Canet de Mar)    | Modifica les dades a Wikidata |
|        | Can Gofau                 | Canet de Mar | masia            | Estil: arquitectura popular | 41° 35′ 28″ N, 2° 35′ 02″ E / 41.59107°N,2.583945°E 32 msnm                              | bé cultural d'interès local |                            | Modifica les dades a Wikidata |
|        | Can Grau de la Muntanya   | Canet de Mar | masia            |                             | 41° 35′ 46″ N, 2° 35′ 02″ E / 41.5962189118392°N,2.58402529641208°E                      |                             |                            | Modifica les dades a Wikidata |
|        | Can Gurri                 | Canet de Mar | masia            |                             | 41° 35′ 11″ N, 2° 34′ 26″ E / 41.586365°N,2.573765°E 10 msnm                             |                             |                            | Modifica les dades a Wikidata |
|        | Can Jover                 | Canet de Mar | masia            |                             | 41° 36′ 01″ N, 2° 33′ 59″ E / 41.6004048385188°N,2.56629855884617°E                      |                             |                            | Modifica les dades a Wikidata |
|        | Can Melic                 | Canet de Mar | masia            |                             | 41° 35′ 53″ N, 2° 34′ 46″ E / 41.5980665660018°N,2.57939363580233°E                      |                             |                            | Modifica les dades a Wikidata |
|        | Can Miella                | Canet de Mar | masia            |                             | 41° 35′ 56″ N, 2° 35′ 10″ E / 41.5988023811259°N,2.58607263974456°E                      |                             |                            | Modifica les dades a Wikidata |
|        | Can Planet                | Canet de Mar | masia            |                             | 41° 35′ 30″ N, 2° 34′ 13″ E / 41.5915922168929°N,2.57016100226863°E                      |                             |                            | Modifica les dades a Wikidata |
|        | Can Pujades de les Basses | Canet de Mar | masia            | Estil: arquitectura popular | 41° 35′ 41″ N, 2° 34′ 56″ E / 41.59476°N,2.582128°E ca:Riera dels Lledoners, 132 38 msnm | bé cultural d'interès local | Can Pujades de les Basses  | Modifica les dades a Wikidata |
|        | Can Ribes                 | Canet de Mar | masia            |                             | 41° 36′ 10″ N, 2° 34′ 38″ E / 41.6027870366952°N,2.5771189184241°E                       |                             |                            | Modifica les dades a Wikidata |
|        | Can Roig Claret           | Canet de Mar | masia            |                             | 41° 35′ 20″ N, 2° 34′ 19″ E / 41.5888874039793°N,2.57187062978697°E                      |                             |                            | Modifica les dades a Wikidata |
|        | Can Rovira                | Canet de Mar | masia            |                             | 41° 35′ 24″ N, 2° 34′ 11″ E / 41.5898703880328°N,2.56977649170322°E                      |                             |                            | Modifica les dades a Wikidata |
|        | Can Segarres              | Canet de Mar | masia            |                             | 41° 35′ 47″ N, 2° 35′ 25″ E / 41.5965112302483°N,2.59017900094272°E                      |                             |                            | Modifica les dades a Wikidata |
|        | Horta de Sant Josep       | Canet de Mar | masia            |                             | 41° 35′ 56″ N, 2° 34′ 15″ E / 41.5989262874349°N,2.57073632091787°E                      |                             |                            | Modifica les dades a Wikidata |
|        | Villa Soledad             | Canet de Mar | masia            |                             | 41° 35′ 20″ N, 2° 34′ 31″ E / 41.589002°N,2.575399°E ca:Riera Gavarra, 69                | bé cultural d'interès local | Villa Soledad              | Modifica les dades a Wikidata |
|        | can Gallina               | Canet de Mar | masia casa forta |                             | 41° 35′ 53″ N, 2° 34′ 43″ E / 41.59799°N,2.578726°E ca:Rial de l'Aubó 61 msnm            | bé cultural d'interès local | Can Gallina (Canet de Mar) | Modifica les dades a Wikidata |
|        | les Palmes                | Canet de Mar | masia            |                             | 41° 35′ 19″ N, 2° 34′ 29″ E / 41.5887444817049°N,2.57461905726046°E                      |                             |                            | Modifica les dades a Wikidata |

## platja
| imatge | Nom             | Ubicat a     | instància de | Detalls | coordenades                                        | Protecció | Commons (més fotos) | Dades a WD                    |
| ------ | --------------- | ------------ | ------------ | ------- | -------------------------------------------------- | --------- | ------------------- | ----------------------------- |
|        | platja de Canet | Canet de Mar | platja       |         | 41° 35′ 13″ N, 2° 35′ 00″ E / 41.58685°N,2.58346°E |           | Platja de Canet     | Modifica les dades a Wikidata |
|        | platja del Pla  | Canet de Mar | platja       |         | 41° 35′ 23″ N, 2° 35′ 31″ E / 41.58974°N,2.59192°E |           |                     | Modifica les dades a Wikidata |

## torre de sentinella
| imatge | Nom                | Ubicat a     | instància de        | Detalls                                  | coordenades                                                                     | Protecció                   | Commons (més fotos) | Dades a WD                    |
| ------ | ------------------ | ------------ | ------------------- | ---------------------------------------- | ------------------------------------------------------------------------------- | --------------------------- | ------------------- | ----------------------------- |
|        | Torre de Can Macià | Canet de Mar | torre de sentinella | 1564 Estat: enderrocat o destruït        | 41° 35′ 21″ N, 2° 34′ 58″ E / 41.589203°N,2.582658°E                            | bé d'interès cultural       | Torre de Can Macià  | Modifica les dades a Wikidata |
|        | Torre de Can María | Canet de Mar | torre de sentinella |                                          |                                                                                 | bé d'interès cultural       |                     | Modifica les dades a Wikidata |
|        | Torre de Mar       | Canet de Mar | torre de sentinella |                                          |                                                                                 | bé d'interès cultural       |                     | Modifica les dades a Wikidata |
|        | torre de la Timba  | Canet de Mar | torre de sentinella | Estil: arquitectura popular 17th century | 41° 35′ 11″ N, 2° 34′ 38″ E / 41.58636°N,2.57724°E ca:Av. de Castellmar 48 msnm | bé cultural d'interès local | Torre de la Timba   | Modifica les dades a Wikidata |

## Misc
| imatge | Nom                                                    | Ubicat a                            | instància de                                                                   | Detalls                                                                                   | coordenades | Protecció                                            | Commons (més fotos)                | Dades a WD                    |
| ------ | ------------------------------------------------------ | ----------------------------------- | ------------------------------------------------------------------------------ | ----------------------------------------------------------------------------------------- | --- | ---------------------------------------------------- | ---------------------------------- | ----------------------------- |
|        | Ajuntament de Canet de Mar                             | Canet de Mar                        | casa consistorial                                                              | Estil: historicisme arquitectònic 20th century                                            | 41° 35′ 18″ N, 2° 34′ 56″ E / 41.58842°N,2.58213°E ca:C. Ample, 11 8 msnm                                       | bé cultural d'interès local                          | Ajuntament de Canet de Mar         | Modifica les dades a Wikidata |
|        | Canet de Mar                                           | Canet de Mar                        | entitat singular de població capital municipal ens local històric de Catalunya | 15135 hab                                                                                 | 41° 35′ 26″ N, 2° 34′ 52″ E / 41.59054°N,2.58116°E 17 msnm                                                      |                                                      |                                    | Modifica les dades a Wikidata |
|        | Estació de Canet de Mar                                | Canet de Mar                        | estació de ferrocarril                                                         |                                                                                           | 41° 35′ 12″ N, 2° 34′ 53″ E / 41.58663888888889°N,2.581361111111111°E                                           |                                                      | Canet de Mar train station         | Modifica les dades a Wikidata |
|        | Fàbrica Jover, Serra i Cia.                            | Canet de Mar                        | edifici industrial                                                             | Arquitecte: Lluís Domènech i Montaner Pere Domènech i Roura Estil: modernisme català 1910 | 41° 35′ 32″ N, 2° 34′ 51″ E / 41.592322222222°N,2.5807777777778°E ca:Riera Pinar, 12 27 msnm                    | bé cultural d'interès local                          | Fàbrica Jover, Serra i Cia.        | Modifica les dades a Wikidata |
|        | Panteó Busquets                                        | Canet de Mar                        | mausoleu                                                                       | Arquitecte: Eduard Ferrés i Puig Estil: arquitectura modernista 1900s                     | 41° 35′ 29″ N, 2° 34′ 42″ E / 41.591328°N,2.578298°E ca:Sant Marc                                               |                                                      |                                    | Modifica les dades a Wikidata |
|        | Pedracastell                                           | Sant Iscle de Vallalta Canet de Mar | muntanya                                                                       |                                                                                           | 41° 36′ 32″ N, 2° 34′ 25″ E / 41.6088812679°N,2.57368270577°E 287 msnm                                          |                                                      | Pedracastell                       | Modifica les dades a Wikidata |
|        | Pedracastell                                           | Canet de Mar                        | vèrtex geodèsic                                                                | Alt: 1.2m                                                                                 | 41° 36′ 40″ N, 2° 34′ 33″ E / 41.611092°N,2.575758°E 313.824 msnm                                               |                                                      |                                    | Modifica les dades a Wikidata |
|        | Polígon industrial Can Misser                          | Canet de Mar                        | polígon industrial                                                             |                                                                                           | 41° 35′ 50″ N, 2° 34′ 04″ E / 41.5970959398672°N,2.56783262217282°E                                             |                                                      |                                    | Modifica les dades a Wikidata |
|        | Serra del Puig                                         | Canet de Mar                        | serra                                                                          |                                                                                           | |                                                      |                                    | Modifica les dades a Wikidata |
|        | castell de Santa Florentina                            | Canet de Mar                        | castell                                                                        | Estil: historicisme arquitectònic                                                         | 41° 36′ 03″ N, 2° 34′ 37″ E / 41.6008°N,2.57698°E ca:Camí de Canet a Santa Florentina 104 msnm                  | bé d'interès cultural bé cultural d'interès nacional | Castell de Santa Florentina        | Modifica les dades a Wikidata |
|        | creu de Pedracastell                                   | Canet de Mar                        | creu monumental                                                                |                                                                                           | 41° 36′ 32″ N, 2° 34′ 25″ E / 41.6090164168262°N,2.5736938175112°E ca:Camí de la Creu 285 msnm                  |                                                      | Creu de Pedracastell               | Modifica les dades a Wikidata |
|        | creu del Santuari de la Mare de Déu de la Misericòrdia | Canet de Mar                        | creu de terme                                                                  | Estil: historicisme arquitectònic                                                         | 41° 35′ 49″ N, 2° 34′ 55″ E / 41.59688°N,2.58194°E                                                              | bé integrant del patrimoni cultural català           | Creu de Santuari (Canet de Mar)    | Modifica les dades a Wikidata |
|        | el Sant Crist                                          | Canet de Mar                        | oratori                                                                        |                                                                                           | |                                                      |                                    | Modifica les dades a Wikidata |
|        | escales del Sant Crist                                 | Canet de Mar                        | escala                                                                         |                                                                                           | 41° 35′ 22″ N, 2° 35′ 01″ E / 41.589581°N,2.583521°E ca:Escales del Sant Crist - torrent dels Lledoners 17 msnm | bé cultural d'interès local                          | Escales del Sant Crist             | Modifica les dades a Wikidata |
|        | mar Mediterrània                                       |                                     | mar interior mar mediterrani conca hidrogràfica                                | Superfície: 2500000km² Profunditat: 5267 1541m Volum: 3839000km³                          | 38° N, 17° E / 38°N,17°E 0 msnm                                                                                 |                                                      | Mediterranean Sea                  | Modifica les dades a Wikidata |
|        | plaça de l'Església                                    | Canet de Mar                        | plaça                                                                          | Estil: arquitectura popular 16th century                                                  | 41° 35′ 22″ N, 2° 34′ 58″ E / 41.58942°N,2.58268°E ca:Pl. de l'Església 13 msnm                                 | bé integrant del patrimoni cultural català           | Plaça de l'Església (Canet de Mar) | Modifica les dades a Wikidata |